# Perdita tridentata
Perdita tridentata är en biart som beskrevs av Stevens 1919. Perdita tridentata ingår i släktet Perdita och familjen grävbin. Inga underarter finns listade i Catalogue of Life.